# العالم الثاني
دول العالم الثاني أو المعسكر الشيوعي أو المعسكر الشرقي هي مجموعة الدول الداخلة تحت نطاق الاتحاد السوفييتي، أو تلك البلدان التي تتميز باقتصاد مخطط مسبقاً الاشتراكية ، معارضة بذلك المنظومة الفكرية لالعالم الأول.واستخدم مصطلح العالم الأول ومصطلح العالم الثالث بالإضافة إلى هذا المصطلح لتقسيم العالم إلى ثلاث فئات واسعة. وبعبارة أخرى فإن مصطلح العالم الثاني نشأ بسبب الحرب الباردة. وهذا المصطلح قد انخفض استخدامه بشكل كبير منذ ثورة 1989. على الرغم من ذلك فإنه لا يزال يستخدم لوصف الدول التي ما بين الفقر والرخاء، وكثير منها دول شيوعية ودول شيوعية سابقة. و تتميز دول العالم الثاني عن دول العالم الأول برفضها للثقافة الليبرالية وللثقافة الرأسمالية المفتوحة، كما تتميز عن العالم الثالث بالمستوى التعليمي فيها وحجم دولها وبقوتها النسبية. والمعنى الفعلي لتلك المصطلحات قد تغير من كونها مبنية على الفكر السياسي، وأصبحت تعتمد على النظام الاقتصادي في الدولة.